# سو کن پو
سو کن پو (به لاتین: So Kon Po) یک منطقهٔ مسکونی در چین است که در هنگ کنگ واقع شده‌است.